# Crowdfunding
Il crowdfunding (termine della lingua inglese, da crowd, «folla» e funding «finanziamento»), in italiano finanziamento collettivo, è un processo collaborativo di un gruppo di persone che utilizza il proprio denaro in comune per sostenere gli sforzi di persone e organizzazioni. È una pratica di microfinanziamento dal basso che mobilita persone e risorse.

## Definizione
Il termine crowdfunding trae la propria origine dal crowdsourcing o sviluppo collettivo di un prodotto. Il finanziamento collettivo si può riferire a iniziative di qualsiasi genere, dall'aiuto in occasione di tragedie umanitarie al sostegno all'arte e ai beni culturali, al giornalismo partecipativo, fino all'imprenditoria innovativa e alla ricerca scientifica. Il finanziamento collettivo è spesso utilizzato per promuovere l'innovazione e il cambiamento sociale, abbattendo le barriere tradizionali dell'investimento finanziario. Negli ultimi anni sempre più spesso è stato invocato come una sorta di panacea per tutti i mali e un'ancora di salvezza per le economie colpite dalla crisi finanziaria.
Il web è solitamente la piattaforma che permette l'incontro e la collaborazione dei soggetti coinvolti in un progetto di crowdfunding. Secondo il Framework for European Crowdfunding, «l'ascesa del crowdfunding negli ultimi dieci anni deriva dal proliferare e dall'affermarsi di applicazioni web e di servizi mobile, condizioni che consentono a imprenditori, imprese e creativi di ogni genere di poter dialogare con la crowd per ottenere idee, raccogliere soldi e sollecitare input sul prodotto o servizio che hanno intenzione di proporre». Il crowdfunding è un'importante fonte di finanziamento ogni anno per circa mezzo milione di progetti europei che altrimenti non riceverebbero mai i fondi per vedere la luce. Nel 2013 in Europa sono stati raccolti fondi pari a circa un miliardo di euro. Si stimano aumenti esponenziali nel prossimo futuro, migliaia di miliardi entro il 2020, grazie al crowdfunding, che trova tutti gli elementi per poter sprigionare al meglio le sue potenzialità nel web 2.0.
Le iniziative di finanziamento collettivo si possono distinguere in iniziative autonome, sviluppate ad hoc per sostenere cause o progetti singoli, e piattaforme di crowdfunding. Colui che ha portato alla notorietà il crowdfunding oltreoceano è Barack Obama, pagando parte della sua campagna elettorale per la presidenza con i soldi donati dai suoi elettori, che erano i primi portatori di interesse.
Un esempio di iniziativa autonoma di finanziamento collettivo è la campagna Tous mécènes («tutti mecenati») del Louvre. Il progetto prevedeva di raccogliere 1 milione di euro attraverso le donazioni delle web community per acquistare da un collezionista privato il capolavoro rinascimentale Le tre grazie di Cranach. In Italia la campagna che ha raccolto più adesioni è stata quella per la ricostruzione della Città della scienza, il polo scientifico di Napoli distrutto da un incendio doloso a marzo 2013, che ha raccolto oltre un milione di euro.

## Esempi storici
Molti ritengono che il crowdfunding moderno sia una rielaborazione di pratiche storiche risalenti al Settecento e all'Ottocento. Tra la fine del Settecento e la prima metà dell'Ottocento lo scrittore irlandese Jonathan Swift ispirò gli Irish Loan Fund, degli istituti collettivi di microcredito che combattevano la povertà del popolo irlandese. Alla fine dell'Ottocento la rivista The World, di proprietà di Joseph Pulitzer, lanciò una raccolta di fondi dal basso per finanziare il piedistallo e l'installazione della Statua della Libertà, dopo che il Comitato preposto era riuscito a raccogliere solo 150 000 dei 300 000 dollari necessari.
Nella storia delle comunità ebraiche era presente, già ai tempi della diaspora dopo la distruzione del Tempio da parte dei Romani, una forma di finanziamento collettivo. Gli ebrei ricchi donavano alla comunità per il mantenimento degli studiosi  per il sostentamento delle famiglie più povere. Nel 1600, era attraverso la raccolta capillare di fondi, cui partecipavano tutte le comunità coinvolte, che si finanziavano i monarchi europei. Gli stessi Rothschild hanno, all'origine delle loro fortune, adottato questo sistema di raccolta di denaro.

## Tipi di finanziamento collettivo

### Finanziamento collettivo per ricompensa
Questo tipo di finanziamento collettivo (in inglese reward-based crowd-funding) è il più diffuso per numero di piattaforme e prevede per l'investitore una ricompensa commisurata con il contributo. Solitamente la piattaforma dà due o più scelte di contributo ordinate per entità e con ognuna associata la sua ricompensa. A seconda che l'obiettivo di finanziamento sia stato raggiunto o meno, le piattaforme di questo tipo seguono uno dei due seguenti schemi: Keep-it-all (tieni tutto) oppure All-or-nothing (tutto o niente).

### Finanziamento collettivo per donazione
Nel finanziamento collettivo per donazione (in inglese donation-based crowd-funding), i sostenitori finanziano il progetto senza aspettarsi un beneficio tangibile dalla donazione. Sono spinti cioè dalla dedizione-attaccamento alla «causa» e dall’emotività che la campagna è riuscita a suscitare.
Per questo motivo, il modello a donazioni è particolarmente sinergico con le organizzazioni non a scopo di lucro o con quelle impegnate nel sociale.

### Finanziamento collettivo civico
Il finanziamento collettivo civico è uno dei tipi di raccolta fondi dal basso che sta riscuotendo maggior successo. Un numero crescente di soggetti istituzionali come comuni, enti provinciali, municipalità ecc. se ne sta servendo per finanziare opere pubbliche e attività di restauro del tessuto urbano. Il finanziamento civico propugna il superamento della separazione concettuale tra le sfere del privato, del pubblico e dell'impresa in vista di un bene e di un benessere comune.
«Un'economia civile sta emergendo, un tipo di economia fondamentalmente aperta e sociale. Si tratta di un'economia che sta fondendo la cultura del web 2.0 con la finalità civica. Nella nostra definizione la civic economy comprende persone, iniziative e comportamenti che fondono modi innovativi di fare dalle sfere tradizionalmente distinte della società civile, del mercato e dello Stato. Fondata su valori e obiettivi sociali, e utilizzando approcci di collaborazione profonda per lo sviluppo, la produzione, la condivisione della conoscenza e il finanziamento, la civic economy (economia civica) genera beni, servizi e infrastrutture comuni in modi che né lo Stato né l'economia di mercato da soli sono stati in grado di realizzare.»
Grazie al finanziamento civico alcune metropoli hanno realizzato importanti progetti. Tra queste ci sono la campagna pubblica per la costruzione di un ponte pedonale a Rotterdam nel 2011, quella per la conversione di un magazzino sotterraneo in parco pubblico a New York e quella lanciata dal sindaco di Filadelfia nel 2013 per acquistare materiale scolastico. In Italia un primo interessante esempio di finanziamento civico è quello lanciato dal Comune di Bologna per il restauro del Portico di San Luca, uno dei monumenti simbolo del capoluogo emiliano.

### Finanziamento sotto forma di capitale di rischio
Il finanziamento sotto forma di capitale di rischio, anche detto equity crowdfunding, è una modalità di finanziamento che consente a società non quotate di raccogliere risorse finanziarie dal pubblico a fronte di quote azionarie. Secondo la definizione adottata da Consob: «Si parla di equity-based crowdfunding quando tramite l'investimento on-line si acquista un vero e proprio titolo di partecipazione in una società: in tal caso, la “ricompensa” per il finanziamento è rappresentata dal complesso di diritti patrimoniali e amministrativi che derivano dalla partecipazione nell'impresa.»
Tipicamente la presentazione delle richieste di finanziamento è effettuata attraverso piattaforme web che promuovono le iniziative presso i propri utenti e consentono loro di investire importi anche minimi. L'attività delle piattaforme, proprio perché rivolta ad un pubblico di potenziali investitori non necessariamente qualificati, assume i contorni della sollecitazione del pubblico risparmio e dunque si presta ad essere regolamentata nell'ambito MiFID. In alcuni paesi l'organo di vigilanza finanziaria regolamenta la materia caso per caso, come accade per esempio in Regno Unito.
In Italia, Consob ha emanato un apposito regolamento nel giugno 2013 che consente a chi ne abbia i requisiti e previa autorizzazione dello stesso organo di vigilanza, di gestire piattaforme di finanziamento sotto forma di capitale di rischio. Queste piattaforme possono pubblicare le offerte di sottoscrizione dell'investimento, a condizione che gli offerenti rientrino nelle seguenti categorie: start-up innovative, PMI innovative, OICR e società che investono prevalentemente in startup o PMI innovative.

### Finanziamento collettivo per prestito
Il modello per prestito, definito anche lending crowdfunding, è un modello di finanziamento collettivo attraverso il quale persone fisiche e giuridiche possono decidere di prestarsi fondi reciprocamente, a un tasso di interesse più o meno alto, al fine di realizzare un progetto. In questo caso è definito anche peer to peer lending (P2P). Esiste anche una forma di finanziamento collettivo per prestito, definita invoice trading, in cui il prestito è garantito da fatture emesse da chi richiede i fondi.
Questo settore risulta più maturo rispetto ad altri tipi di finanziamento collettivo e in forte crescita.

### Modelli ibridi di finanziamento collettivo
I modelli ibridi prevedono una commistione tra più modelli, esistono ad esempio modelli ibridi di ricompensa e donazione che costituiscono il cosiddetto modello chiamato per ricompensa/donazione.
I modelli ibridi di finanziamento collettivo hanno il pregio di lasciare maggiore libertà ai sostenitori e la possibilità di intercettare il maggior numero di donatori al progettista. Difatti possono verificarsi casi in cui un sostenitore sia molto coinvolto emotivamente da un progetto, al punto da non essere interessato a una ricompensa concreta, ma solamente alla finalità del progetto; in questi casi il progettista solitamente decide di sostenere il progetto tramite una donazione tout court di importo più o meno consistente senza la richiesta di una ricompensa.

## Keep-it-alleall-or-nothing
All’interno dei modelli per ricompensa e per donazione, ogni piattaforma decide poi se adottare uno schema keep-it-all (tieni tutto) oppure all-or-nothing (tutto o niente).
- All-or-nothing: prevede che solo al raggiungimento dell'obiettivo di raccolta che si è prefissato il progettista, i fondi donati vengano trasferiti al progettista e la relativa percentuale (success fee) venga corrisposta alla piattaforma.
- Keep-it-all: prevede l’effettivo incasso di quanto raccolto dal progettista anche qualora l’obiettivo economico prefissatosi non venga raggiunto; in questo caso la percentuale corrisposta alla piattaforma è maggiore rispetto al caso all-or-nothing.

## Piattaforme di finanziamento collettivo
Le piattaforme di finanziamento collettivo sono siti web che facilitano l'incontro tra la domanda di finanziamenti da parte di chi promuove dei progetti e l'offerta di denaro da parte degli utenti. Le piattaforme di finanziamento collettivo si possono distinguere in generaliste, che raccolgono progetti di ogni area di interesse, e verticali o tematiche, specializzate in progetti di particolari settori.
Il successo del finanziamento collettivo sta portando non solo alla nascita di svariate piattaforme che fanno da intermediari tra chi propone progetti e chi li finanzia, ma anche all'apertura di nuovi blog e siti che contribuiscono a diffondere questo nuovo tipo di finanziamento.
Alcuni tra i più noti progetti, come il finanziamento dello sviluppo del videogioco cult Undertale o dello smartwatch Pebble, sono stati sostenuti tramite la famosa piattaforma Kickstarter, a oggi la piattaforma più diffusa per il crowdfunding.